# هانس هوف (مغني أوبرا)
هانس هوف (بالألمانية: Hans Hopf)‏ (و. 1916 – 1993 م) هو مغني أوبرا، ومغني ألماني، ولد في نورنبرغ، توفي في ميونخ، عن عمر يناهز 77 عاماً.

## جوائز
حصل على جوائز منها:
- نيشان استحقاق صليب الضباط لجمهورية ألمانيا الاتحادية
- نيشان استحقاق صليب الضباط لجمهورية ألمانيا الاتحادية

## وصلات خارجية
- هانس هوف على موقع IMDb (الإنجليزية)
- هانس هوف على موقع ميوزك برينز (الإنجليزية)
- هانس هوف على موقع أول ميوزيك (الإنجليزية)
- هانس هوف على موقع ديسكوغز (الإنجليزية)

- هانس هوف في قاعدة بيانات الأفلام على الإنترنت